# 小笠原仁 (ラグビー選手)
小笠原 仁（おがさわら じん、1983年5月7日 - ）は、日本のラグビー選手。　　

## プロフィール
- 滋賀県出身。
- ポジションはウィング(WTB)。
- 身長 177cm、体重 80kg
- ニックネームは『オガジン』。
- 子供の頃の永遠のヒーローは大学の先輩でもある伊藤剛臣。

## 経歴
瀬田ラグビースクールでラグビーを始める。 
啓光学園高校ラグビー部では3年時に高校日本一を達成。高校日本代表にも選出された。 
その後、法政大学へと進学し活躍、2006年に卒業後神戸製鋼へ入社した。
2012年に神戸製鋼を退団した。在籍7年で公式戦出場は通算44試合であった。